# شد شد، نشد نشد
شد شد، نشد نشد فیلمی به کارگردانی هوشنگ شفتی، احمد افسانه و نویسندگی معتضدی ساختهٔ سال ۱۳۳۹ است.

## بازیگران
- اشرف کاشانی
- قدسی کاشانی
- نرگس
- مرضیه
- رفعت لادن
- رستم خانی
- دادگر
- اسدی